# Naturschutzgebiet Felderbachtal
Das Naturschutzgebiet Felderbachtal (Velbert) liegt auf dem Gebiet der Stadt Velbert im Kreis Mettmann in Nordrhein-Westfalen.
Das 13 ha große Gebiet mit der Kennung ME-008 liegt nordöstlich des Kerngebietes von Velbert, nahe dem Ortsteil Bonsfeld. Die an der Talböschung verlaufende Landstraße L 924 begrenzt das Naturschutzgebiet nach Südwesten. Auf der nordöstlichen Talseite wird das Naturschutzgebiet von einem an der Talkante entlang laufenden Wanderweg begrenzt. Östlich angrenzend stehen bachaufwärts weitere 7 ha des Felderbachtales auf dem Gemeindegebiet der Stadt Hattingen im Ennepe-Ruhr-Kreis unter der Kennung EN-014 unter Naturschutz.

## Beschreibung
Das naturnahe Tal erreicht eine Breite bis zu 150 m. Der Felderbach ist ein schnell fließender, ca. 3–4 m breiter, durch einen dichten Erlengürtel stark beschatteter Bach. Im oberen Bereich mäandriert er stark. Vor allem im mittleren Teil der Talsohle wurden nasse Bereiche mit Erlen, vereinzelt auch mit Pappeln aufgeforstet, die sich zu naturnahen Auwaldbereichen entwickelt haben. Im östlichen und westlichen Gebietsteil liegen teils verbrachte, teils extensiv genutzte zum großen Teil feuchte bis nasse Grünlandbereiche. Durch die Größe, Ausdehnung und Ausstattung regional bedeutsames Mittelgebirgstal mit repräsentativer Ausstattung an Feucht- und Nassgrünland, -brachen sowie naturnahen Bachabschnitten mit begleitenden Ufergehölzen und Auwald- bereichen. Die Teilfläche ist bedeutsames Verbindungsbiotop zwischen dem östlich angrenzenden NSG Felderbachtal im Ennepe-Ruhr-Kreis und dem Deilbachtal im Westen. Erhaltung und Schutz des naturnahen Baches, Erhaltung und Entwicklung von Auwald (durch natürliche Sukzession), Erhaltung und Entwicklung von Feucht- und Nassgrünland durch Beibehaltung der extensiven Nutzung.
Als Fließgewässer mit Unterwasservegetation kommt dem Felderbach eine aus naturschützerischer Sicht besondere Bedeutung zu. Der Flutender Wasser-Hahnenfuß (Ranunculus fluitans) gehört zu den seltenen und besonders geschützten Pflanzenarten.  Weiter ist das Vorkommen der Sumpf-Schwertlilie (Iris pseudacorus), der Sumpf-Dotterblume (Caltha palustris) und der Kuckucks-Lichtnelke (Lychnis flos-cuculi) hervorzuheben.
Von den seltenen und besonders zu schützenden Tierarten des Felderbachtales seinen genannt:  Eisvogel (Alcedo atthis), Habicht (Accipiter gentilis), Wasseramsel (Cinclus cinclus) und Gebänderter Feuersalamander (Salamandra salamandra terrestris).

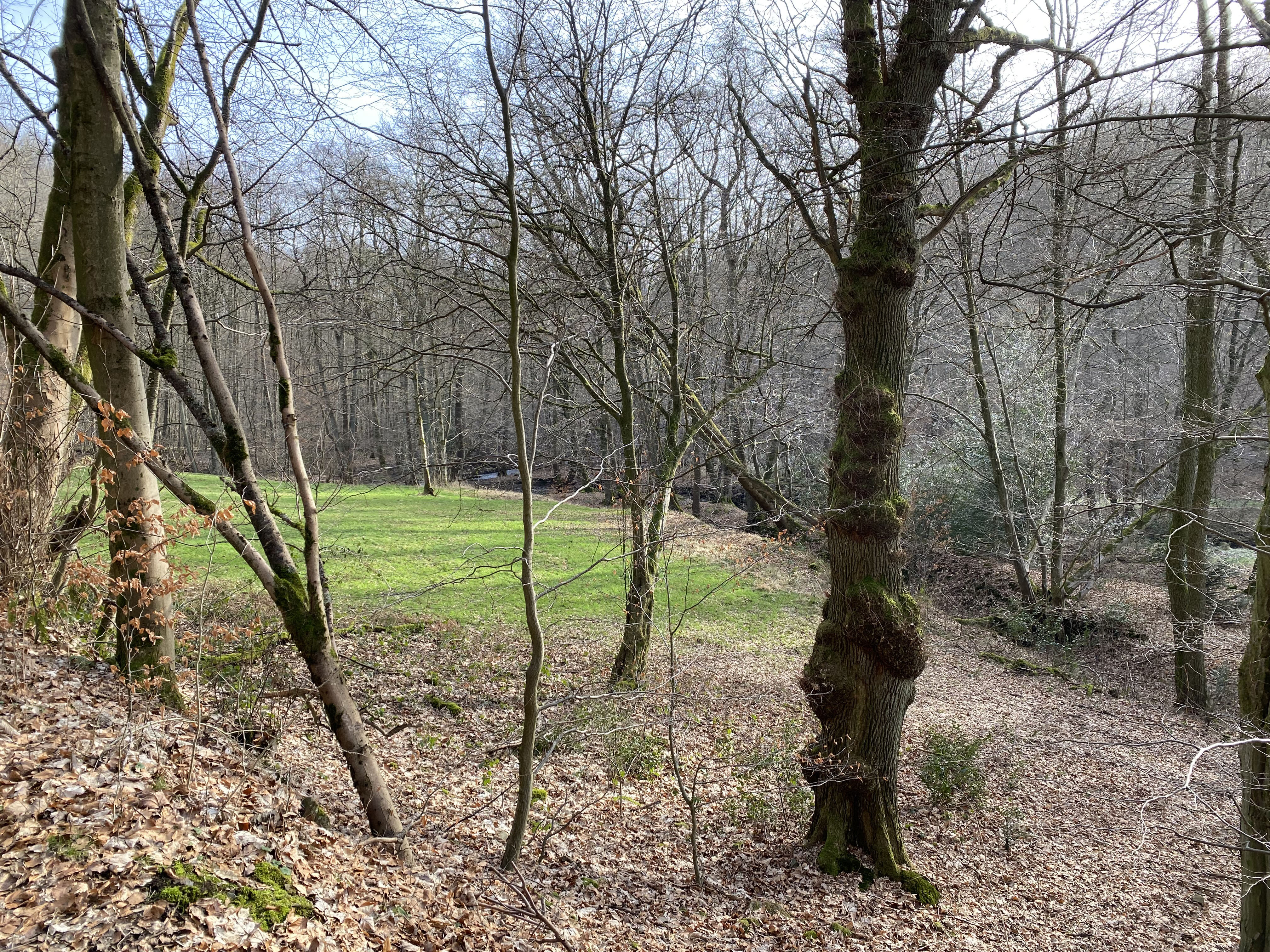
Feuchtwiese am Felderbach
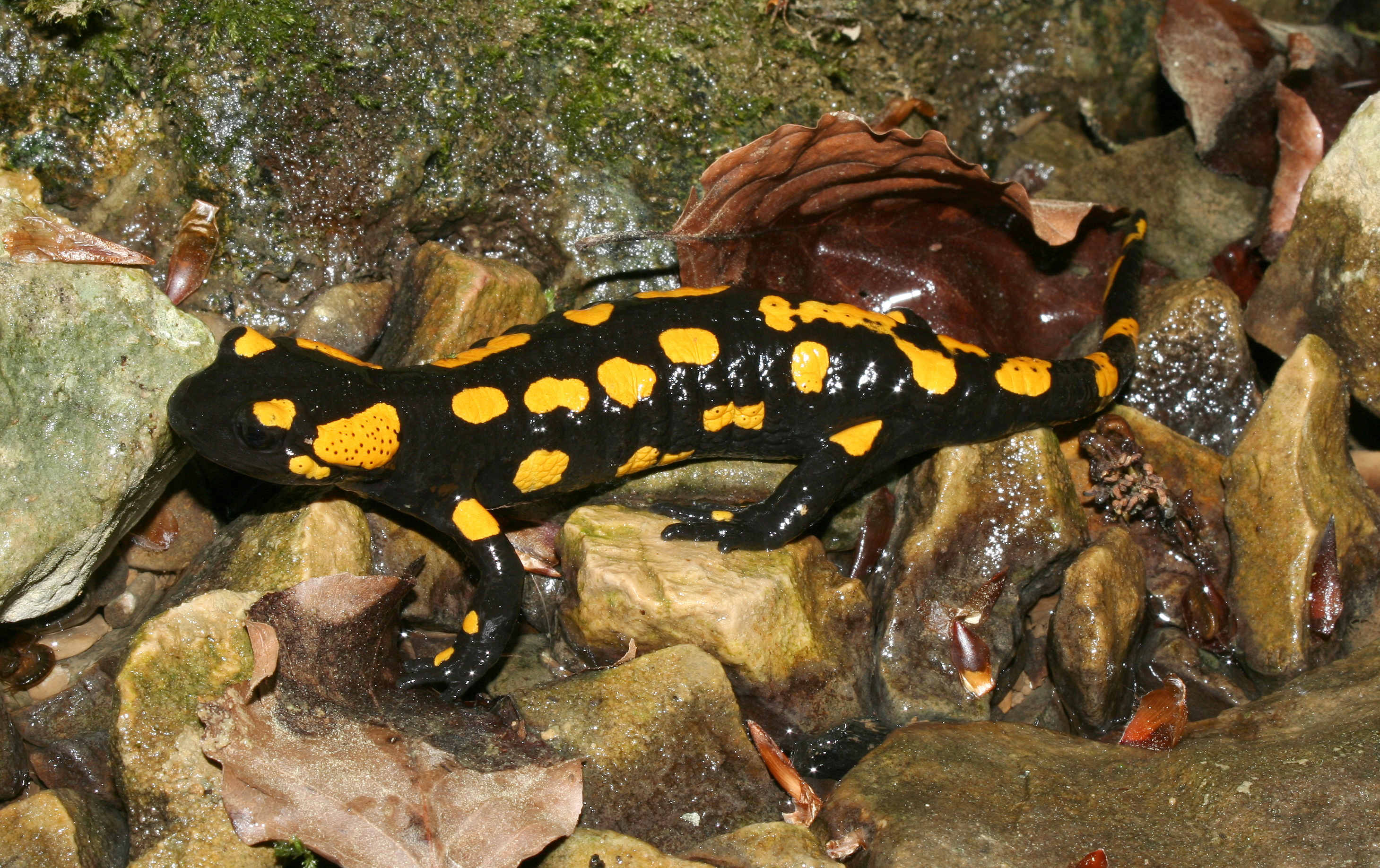
Feuersalamander – stark gefährdet durch einen Hautpilz
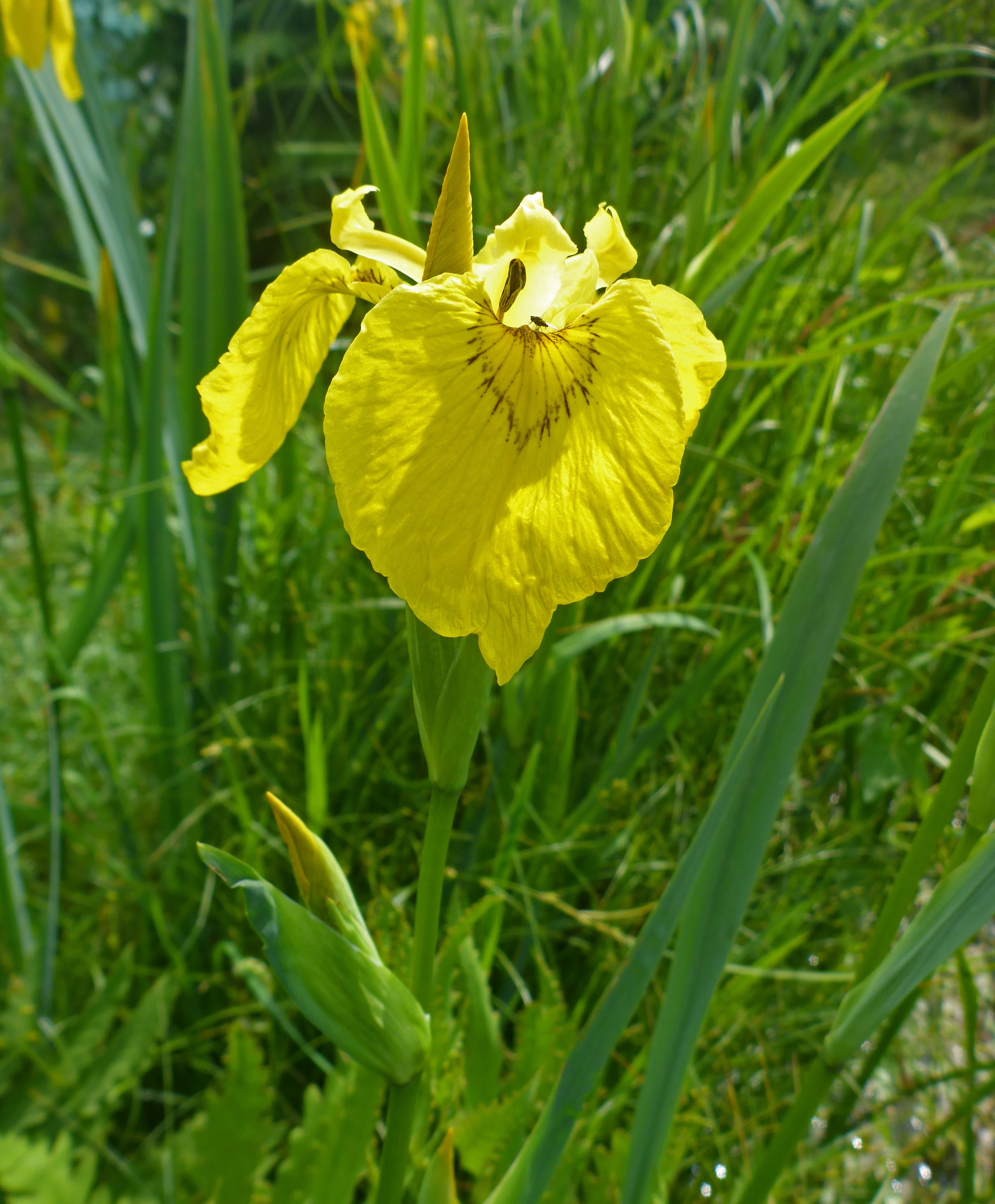
Sumpf-Schwertlilie (Iris pseudacorus)
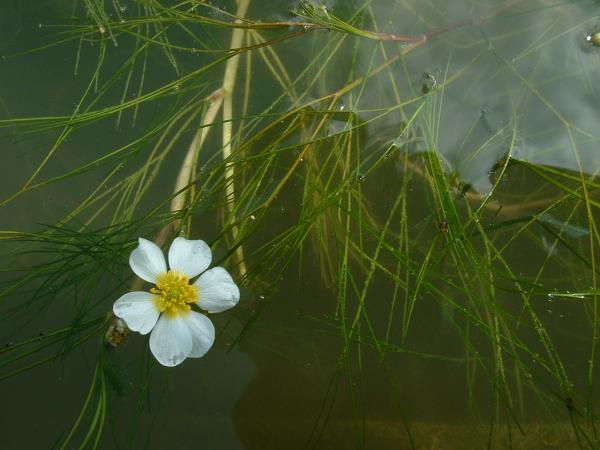
Flutender Wasser-Hahnenfuß (Ranunculus fluitans)
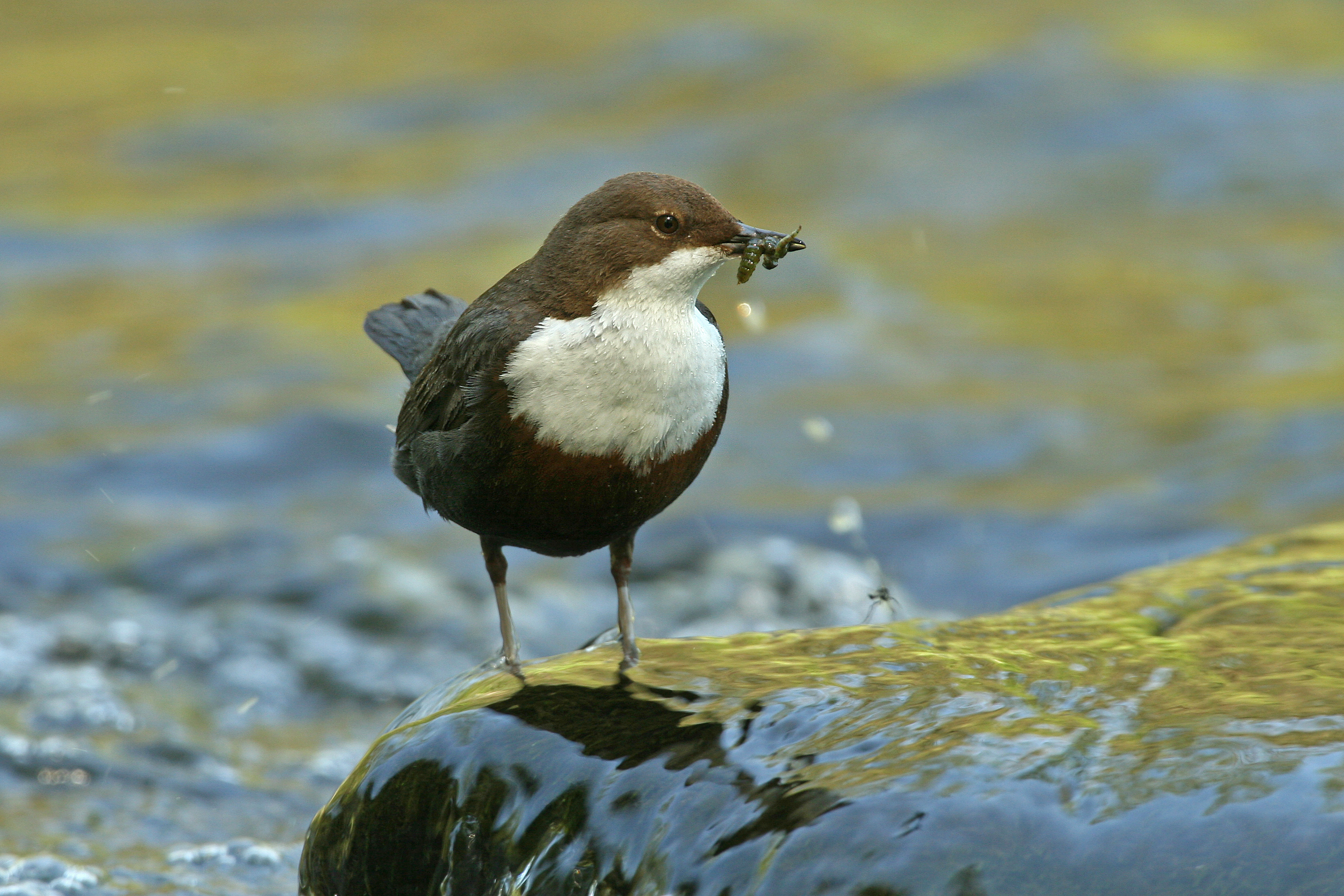
Wasseramsel (Cinclus cinclus)
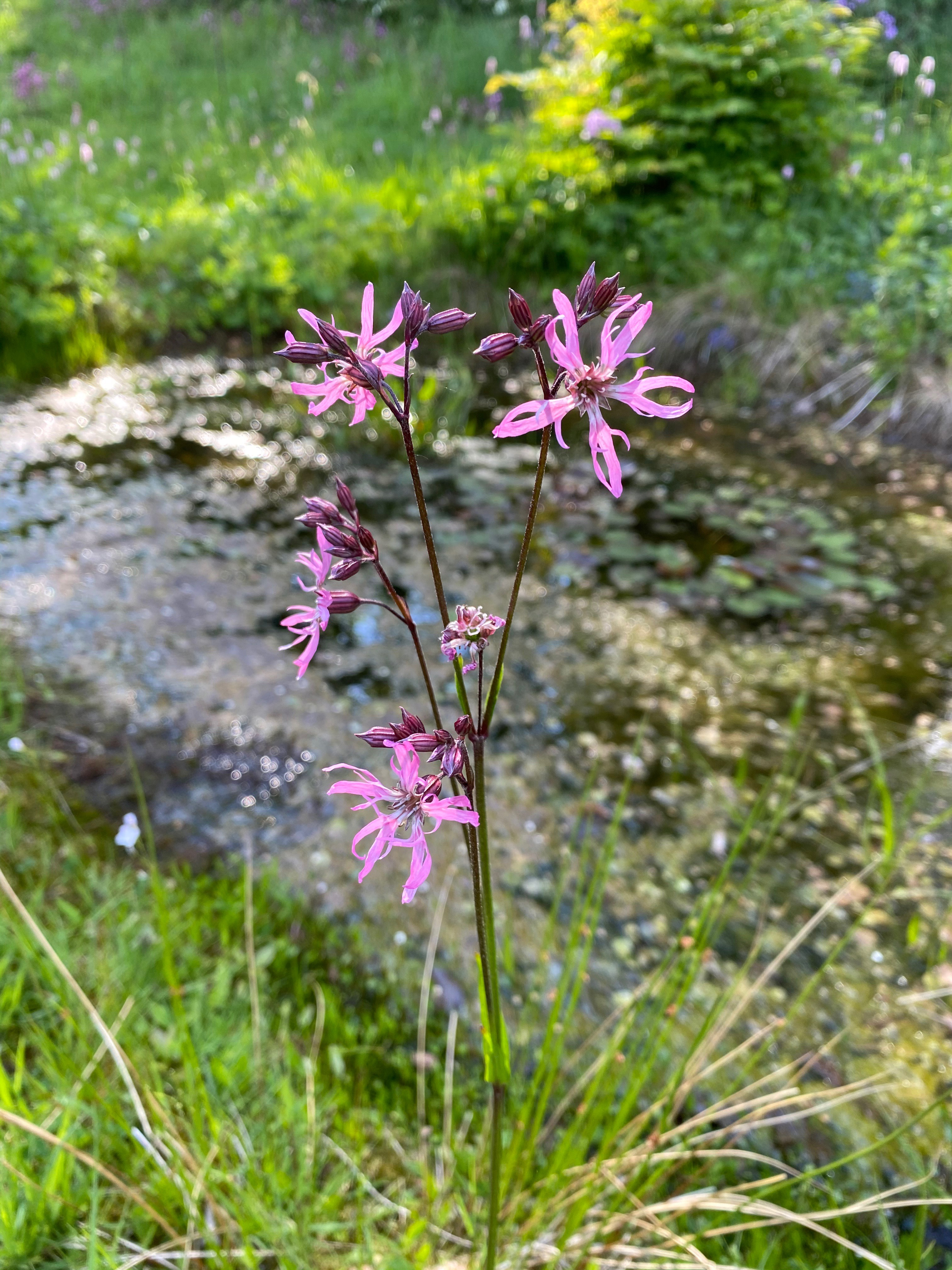
Kuckucks-Lichtnelke (Lychnis flos-cuculi)
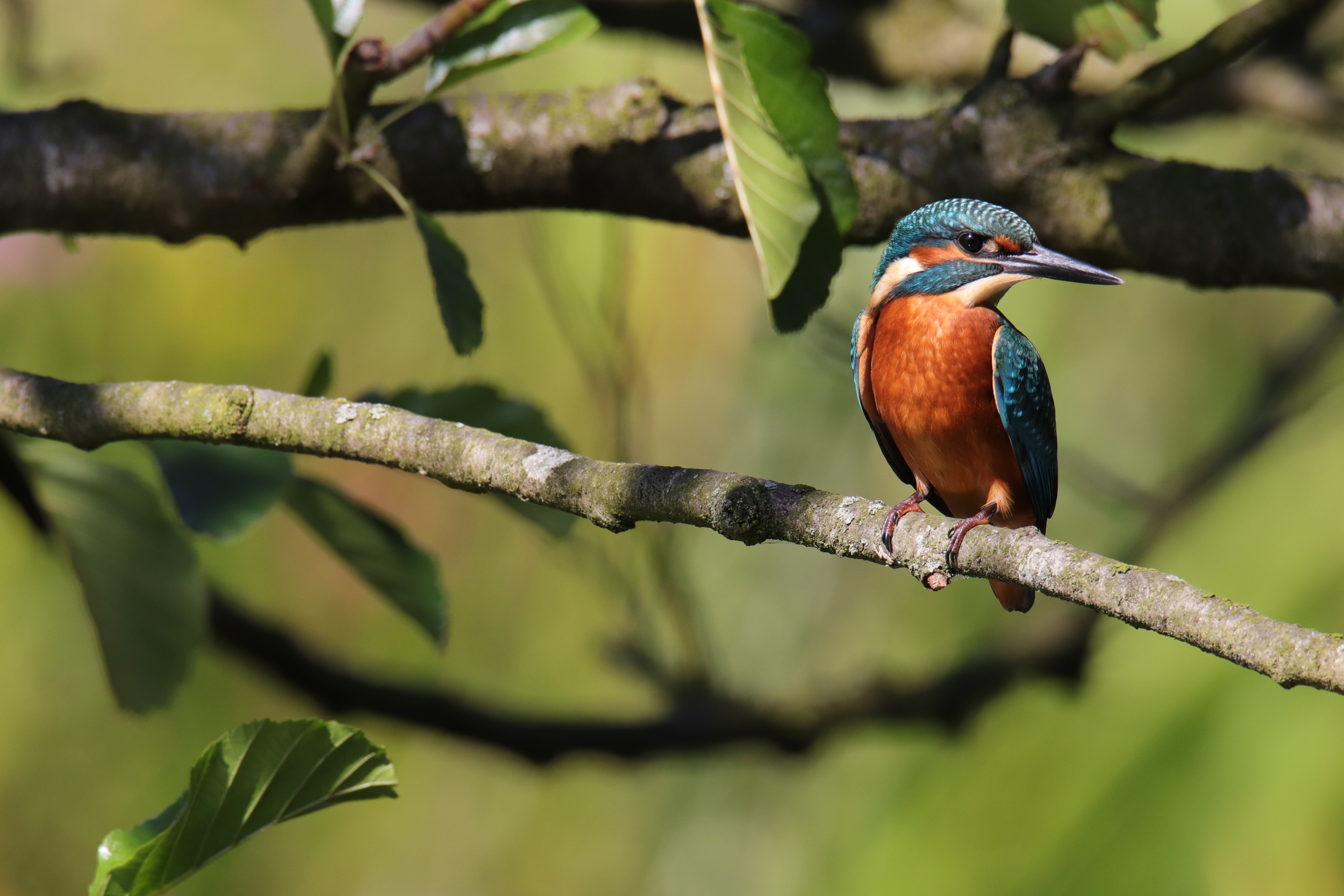
Eisvogel Holperdorp.jpg
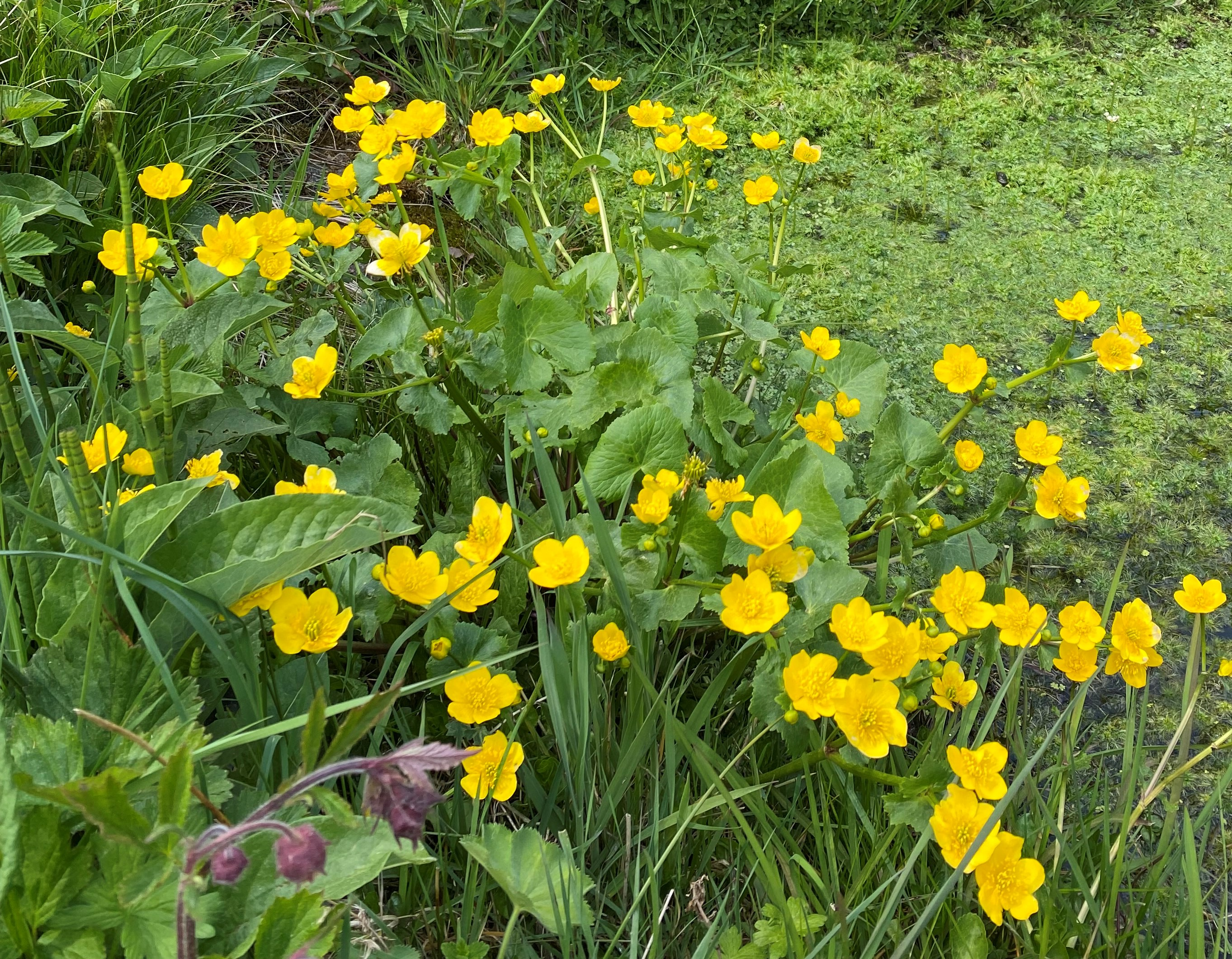
Sumpf-Dotterblume (Caltha palustris)